# Serra de l'Albera
La serra de l'Albera, o també massís de l'Albera, és el principal contrafort oriental dels Pirineus. La serra de l'Albera és un conjunt muntanyós situat entre les planes de l'Empordà i el Rosselló. La seva carena marca la línia divisòria de l'Alt Empordà al sud, amb les comarques de la Catalunya Nord del Rosselló i el Vallespir. S'estén del coll del Pertús fins al mar Mediterrani, entre la Costa Vermella i el nord de la Costa Brava, entre les poblacions d'Argelers i Cervera. L'orient de l'Albera és considerada una subcomarca del Rosselló anomenada la Marenda.
És un dels darrers contraforts dels Pirineus, si bé la poca altura i l'erosió de les muntanyes fan que tinguin unes característiques ben diferents de les de l'eix central d'aquesta serralada. Culmina al puig Neulós (1.256 m). Altres cims destacats són el puig dels Pastors (1.167 m), el puig dels Quatre Termes (1.156m) i el pic de Sallafort (992 m).
Del 1659 ençà, arran del Tractat dels Pirineus, la seva carena constitueix la frontera entre els estats francès i espanyol.
El topònim Albera procedeix del llatí Alberia ('blanca', aplicat a una zona). El nom apareix per primera vegada el 844 sota el terme d'Alberiæ. Destaca l'ús del plural en llatí, en francès (Les Albères, fals plural ortogràfic per a adaptar el terme català o llatinisme?), així com en la denominació nord-catalana, potser interferir pel francès (serra de les Alberes).

## Toponímia
L'etimologia de la paraula “Albères” és problemàtica, per la manca de documents antics (els primers estan datats al segle IX) i pel fet que diverses arrels molt freqüents semblen correspondre a aquest nom1.
Una primera hipòtesi és que prové del llatí Albaria afegint el sufix col·lectiu -aria a l'adjectiu albus, que vol dir "blanc", però aquesta explicació no és satisfactòria, perquè el massís no és de color blanc. : poques vegades cobert de neu. , probablement no mostrava roques blanques a l'edat mitjana, perquè estava cobert de boscos. També podria provenir d'alba, alba, perquè és el més oriental dels Pirineus, o de l'arrel prellatina Alp que es troba en molts noms de muntanya de l'Europa occidental2.
Lluis Basseda s'inclina cap a la darrera hipòtesi: l'arrel Alp seguida o bé del col·lectiu llatí -aria o del sufix iberobasc -erri. El terme Albera designaria una muntanya escarpada, alta però rica en pastures, per oposar-se a Corbera, utilitzada per a un relleu arrodonit, més baix i cobert de matolls que trobem a la regió en noms com el municipi Corbère-les-Cabanes o el massís de Corbières 1. Aquesta hipòtesi correspon a la disposició dels llocs en qüestió.
El nom apareix per primera vegada, en llatí, l'any 844 en un text del futur emperador Carles el Calb on esmenta un lloc situat a Monte Albario. El terme es troba indiferentment en singular o plural durant l'edat mitjana. S'acaba fixant en singular en català en la forma Albera i en plural en francès2. Així, en francès, l'expressió "les Albères" designa el massís, mentre que L'Albère és el nom d'una comuna francesa situada en aquest massís.

## Història
Article detallat : Cronologia de la descentralització a França.
La història de les comunas, com a institució, comença formalment amb el decret del 12 de novembre de 1789. Succeeixen les comunitats, senyories i parròquies de l'Antic Règim i experimenten una evolució contínua del seu dret amb essencialment dues lleis fundacionals : 1884, elecció per el sufragi universal i la descentralització de 1982. Són la baula elemental d'un sistema cada cop més complex i la superposició de competències és tal que per a aquest primer nivell elemental, ara parlem de “bloc municipal”, associant municipis i agrupacions de municipis.

## Municipis i comunes
L'Albera s'estén al llarg d'uns 25 km pels municipis següents:
- A l'Alt Empordà: Vilamaniscle, Cantallops, Colera, Espolla, Garriguella, la Jonquera, Llançà, Port-bou, Rabós i Sant Climent Sescebes.
- Al Rosselló: Argelers, Banyuls de la Marenda, Cervera de la Marenda, Cotlliure, Montesquiu d'Albera, Portvendres, la Roca de l'Albera, Sant Andreu de Sureda, Sant Genís de Fontanes, Sureda, Vilallonga dels Monts i el Voló.
- Al Vallespir: l'Albera, les Cluses i el Pertús.

Vista infraroja de la Serra de l'Albera de l'Ermita de Sant Ferriol estant

## L'Albera, paratge natural
El territori empordanès de la serra conforma, des del 1986, el Paratge Natural d'Interès Nacional de l'Albera, constituït per dos sectors ben diferenciats: un d'occidental, el de Requesens i les Baussitges, i un d'oriental, el de Sant Quirze de Colera i la Balmeta, separats pel coll de Banyuls. El Puig de la Carbassera és un dels destins preferents de l'excursionisme a la Serra de l'Albera.
Aquest paratge natural permet d'observar la transició entre les espècies pròpies de la serralada pirinenca i les més típicament mediterrànies, en un terreny de roques metamòrfiques com ara esquists i pissarres.
Les zones més altes presenten una vegetació variada, amb suredes, alzinars, castanyedes, rouredes, fagedes i els prats alpins. Com més s'acosta al mar, la serra perd vegetació i és dominada per suredes escadusseres, brolles i matollars.
Pel que fa a la fauna, al sector de Sant Quirze de Colera i la Balmeta subsisteixen les darreres poblacions de tortuga mediterrània de la península Ibèrica. La vaca de l'Albera, una raça autòctona, viu al bosc en règim de total llibertat.
Al Rosselló, el bosc de la Maçana també té el caràcter de reserva natural protegida del 1973 ençà.

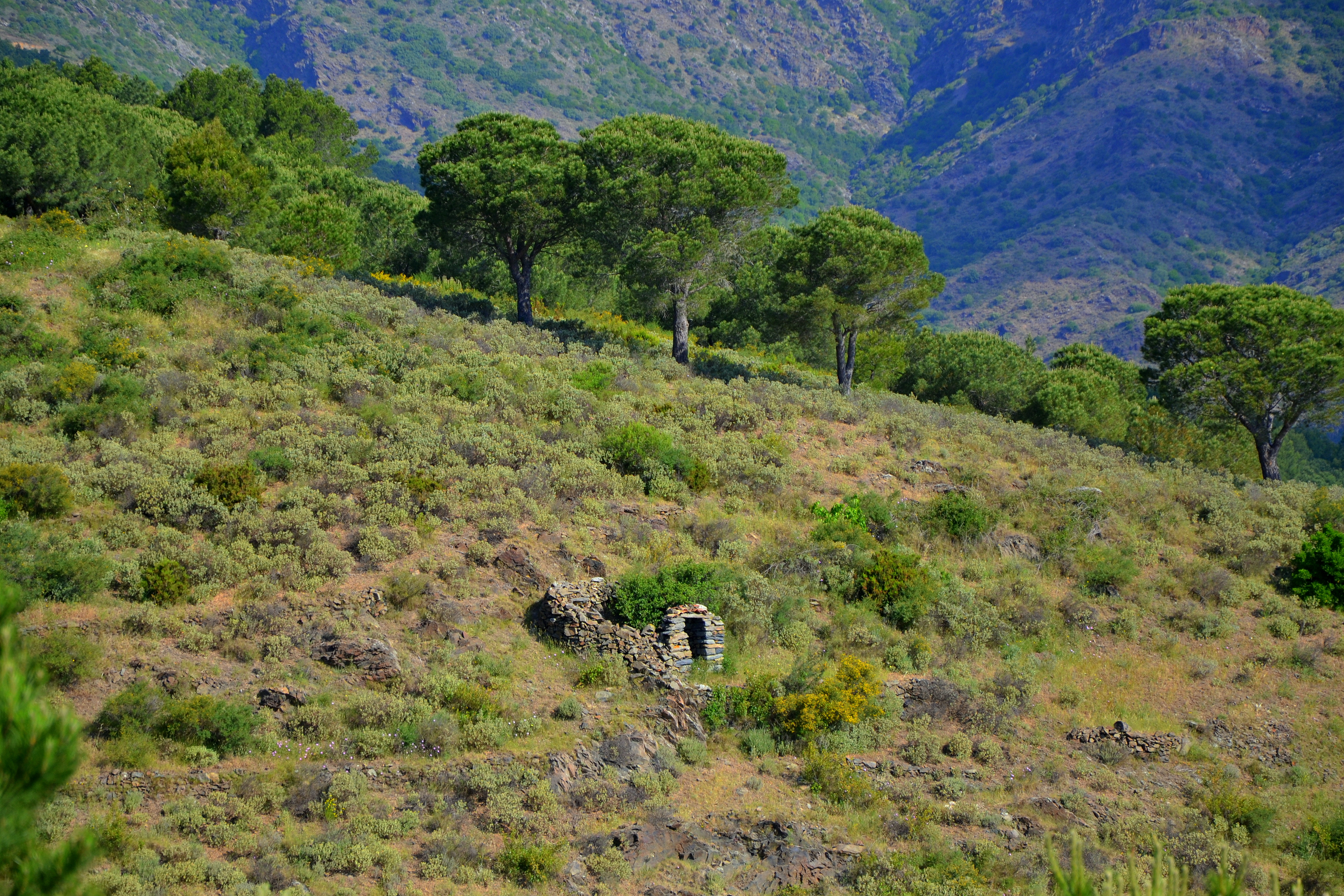
Serra de l'Albera (Alt Empordà)
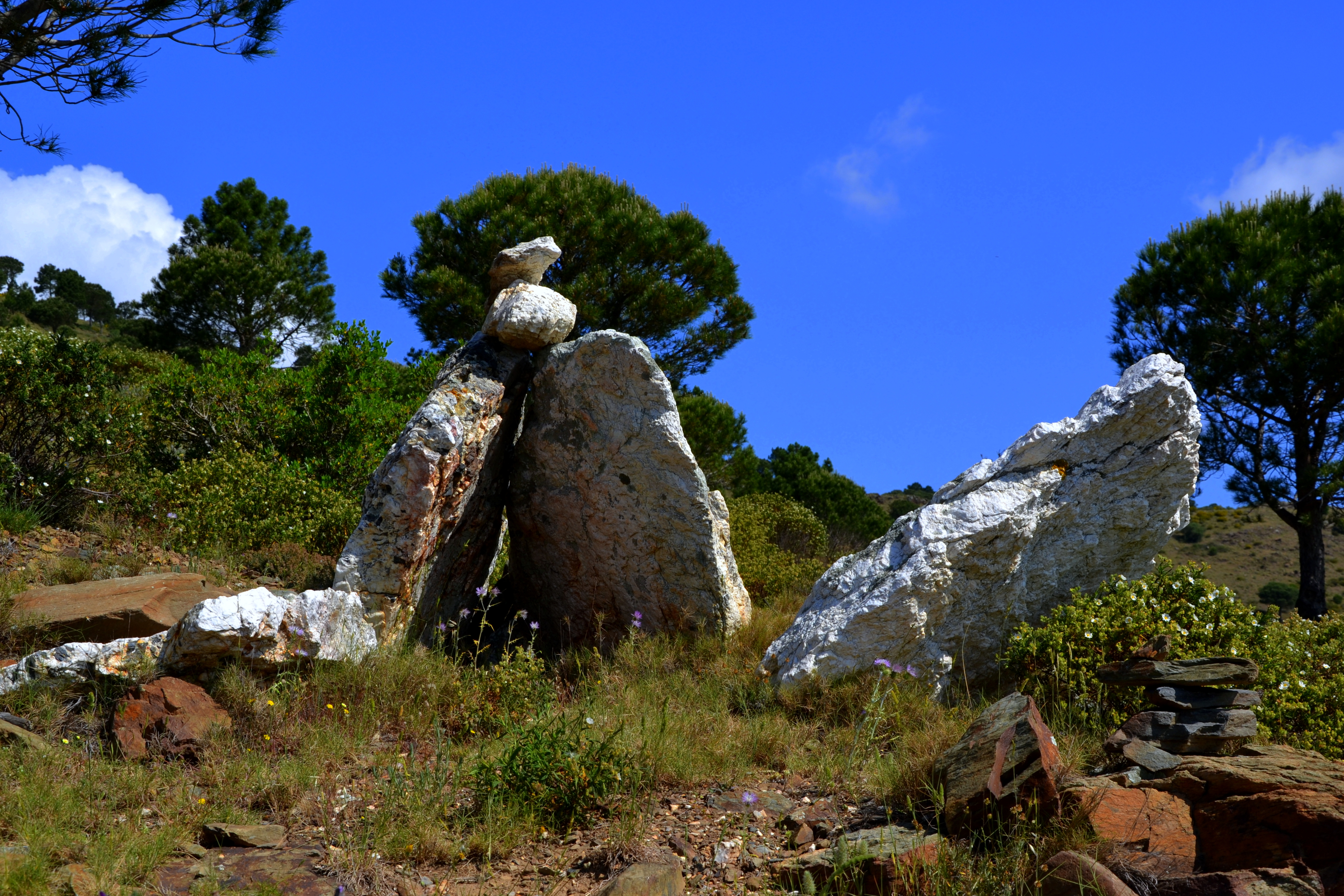
Dolmen dit Cova a la serra de l'Albera
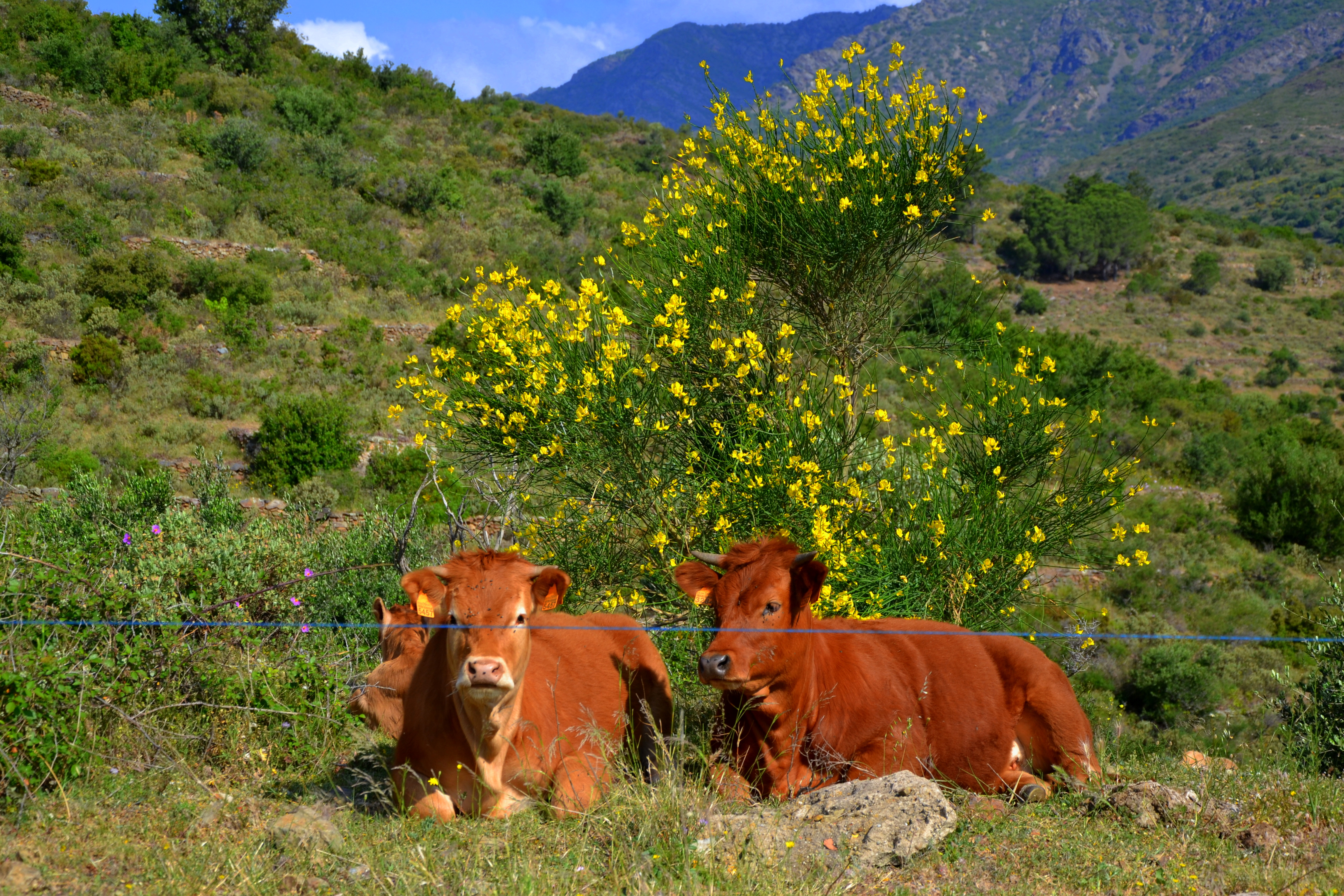
Vaca de l'Albera a la serra de l'Albera
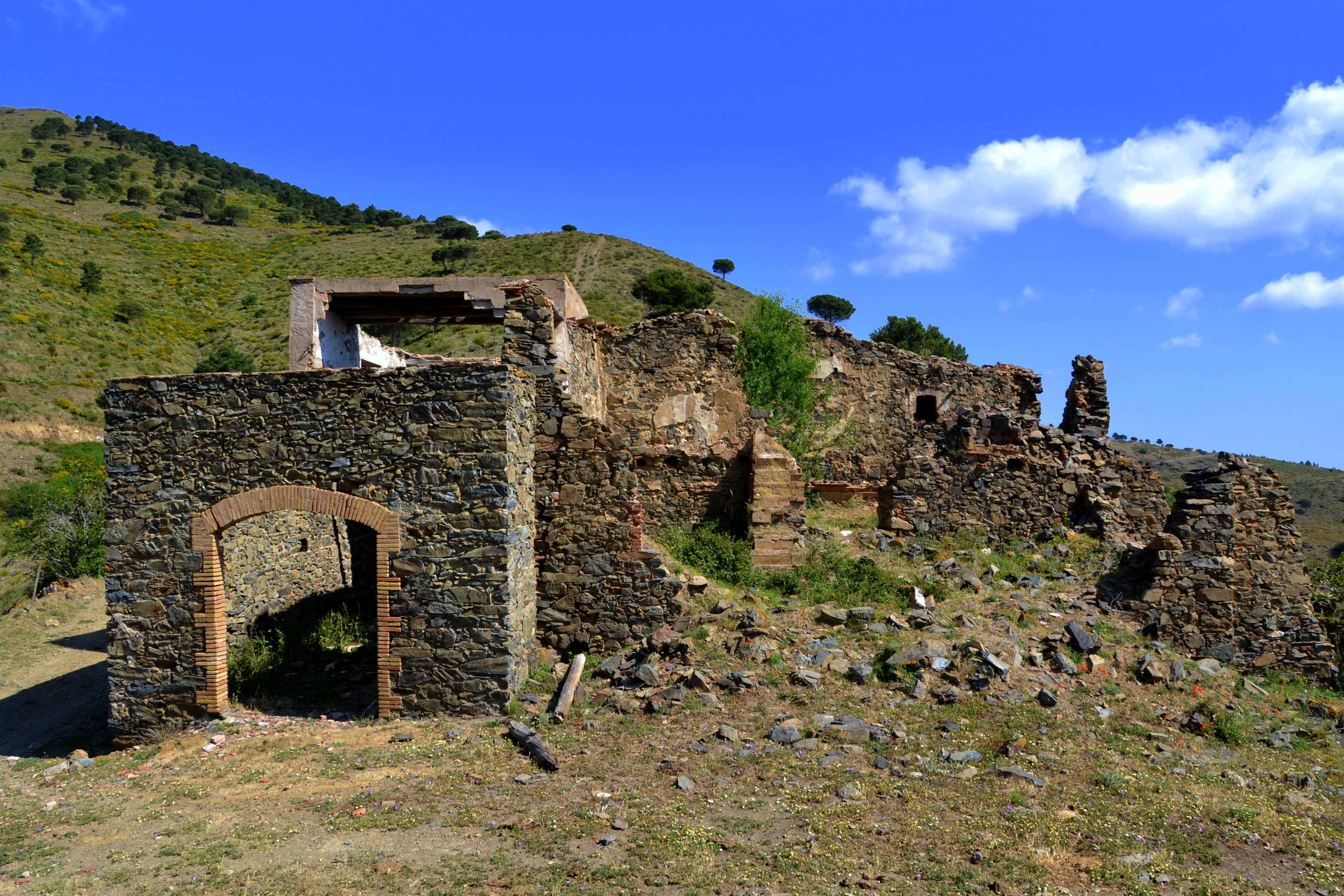
Mas Patiràs (Colera) a la serra de l'Albera

### Vegetació
A l'Albera occidental té lloc una zonificació altitudinal de la vegetació que va del país de la sureda i l'alzinar amb marfull (Quercetum ilicis galloprovinciale) fins a la fageda (Fagion sylvaticae), passant per les terres dominades per l'alzinar muntanyenc (Quercetum mediterraneo-montanum) i els boscos mixtos de caducifolis amb roures i aurons (Querco-Aceretum opali). Les extenses suredes i brolles mediterrànies que cobreixen les parts baixes del massís contrasten amb els importants fragments de fageda, landes i prats acidòfils de les parts culminals. Cal remarcar l'interès biogeogràfic que representa la proximitat de les fagedes a la mar i els boscos mixtos caducifolis, únics per la seva estructura i composició a Catalunya. També són singulars les bosquines de fals aladern, de composició singular dins el context de l'alzinar.
Els líquens també són molt particulars en aquest espai, especialment els silicícoles que es troben a la sureda.
A l'Albera oriental, s'hi poden distingir l'estatge de la sureda i l'alzinar amb marfull i una franja superior on es troba l'alzinar muntanyenc. A la façana marítima d'aquest espai, hi viuen algunes espècies endèmiques de la flora catalana (Limonium tremolsii, Limonium geronense, Armeria ruscinomensis, i d'altres), factor que encara enriqueix més la singularitat d'aquest racó pirinenc.

### Fauna
La fauna d'aquest espai és força interessant, sobretot pel que fa a la herpetofauna, amb algunes espècies excepcionals. Per exemple: hi habiten la tortuga mediterrània (Testudo hermanni), la tortuga de rierol (Mauremys leprosa), el sargantaner petit (Psammodromus hispanicus), la musaranya comuna (Suncus etruscus), la musaranya de jardí (Crocidura suaveolens) i alguns quiròpters (cavernícoles, fisurícoles i forestals). Entre les espècies que es coneixen, hi ha el ratpenat de ferradura gros (Rhinolophus ferumequinum), el ratpenat de ferradura petit (Rhinolophus hipposideros), el ratpenat de cova (Miniopterus schreibersii) i el ratpenat de musell llarg (Myotis blythii).
A l'espai, s'hi troba una gradació entre espècies més centreeuropees com la granota roja (Rana temporaria) o el sargantaner gros (Psammodromus algirus).
Pel que fa als mamífers hi podem trobar el senglar, la guineu, la fagina, el conill i altres espècies mediterrànies.
Alguns dels seus cursos fluvials compten amb fauna íctica molt interessant, com és el cas del barb de muntanya (Barbus meridionalis) o de la truita comuna (Salmo trutta).
Pel que fa als invertebrats l'espai compta amb algunes espècies remarcables, com els cerambícids: Cerambyx cerdo, Lucanus cervus i Rosalia alpina. També s'hi presenten altres espècies rellevants com el cranc de riu europeu (Austropotamobius pallipes) o Saga pedo.

## Llocs d'interès
- El coll de Panissars i el del Pertús, llocs de pas mil·lenari a banda i banda dels Pirineus, amb el complex fortificat de les Cluses, les restes del punt de trobada de la Via Domícia i la Via Augusta i dels Trofeus de Pompeu, les ruïnes del priorat de Santa Maria de Panissars i la fortalesa de la Bellaguarda.
- Monuments megalítics (dòlmens i menhirs), entre els quals el conjunt dels dòlmens d'Espolla.
- Els monestirs benedictins de Sant Quirze de Colera, Sant Genís de Fontanes i Santa Maria del Vilar.
- Les esglésies romàniques de Sant Andreu de Sureda i Santa Maria de Colera.
- Els castells de Requesens, de Rocabertí i d'Oltrera.
- Les torres de Madeloc i de la Maçana.

## Cartografia
- Paratge Natural d'Interès Nacional de l'Albera. Col·lecció 1:25.000. Espais naturals protegits, Barcelona, Institut Cartogràfic de Catalunya, 1999.
- Massís de l'Albera. Els mapes dels Parcs Naturals de Catalunya, 13, Barcelona, Institut Cartogràfic de Catalunya, 1999.
- Mapa comarcal de Catalunya (Alt Empordà, núm. 2). Escala 1:50.000, Barcelona, Institut Cartogràfic de Catalunya, 1996.